# بلوت (شهر)
بلوت (به صربی: Belut) یک منطقهٔ مسکونی در صربستان است که در بوسیلگراد واقع شده‌است. بلوت ۸۵ نفر جمعیت دارد.